# Physignathus lesueurii
Physignathus lesueurii är en ödleart som beskrevs av Gray 1831. Physignathus lesueurii ingår i släktet Physignathus och familjen agamer. Arten är uppkallad efter den franska naturforskaren Charles Alexandre Lesueur.

## Underarter
Arten delas in i följande underarter:
- P. l. howittii
- P. l. lesueurii